# Mary Gentle
Mary Gentle, född 1956, är en brittisk science fiction- och fantasy-författare. 

## Biografi och författarskap
Mary Gentle lägger i sitt författarskap inte så mycket tonvikten vid snabb, rastlös action. Hennes verk kan förvisso vara våldsamma, se till exempel The Book of Ash, men hon fokuserar ändå främst på det sociologiska perspektivet. Mycken uppmärksamhet ägnas uppbyggnaden av de skildrade samhällena. Personskildringen är på intet sätt ytlig, men författaren skildrar ofta sina personer med en viss cynism. Svekfullhet och våldsbenägenhet är inte ovanliga egenskaper hos hennes karaktärer. 
Hennes första publicerade roman var fantasyromanen Hawk in Silver (1977), ett ungdomsverk som inte rönte särskilt stor uppmärksamhet.

### Orthe-sviten
Det var framför allt Orthe-sviten som gjorde henne känd; de två romanerna, De gyllene häxornas folk (Golden Witchbreed (1983)) och Ancient Light (1987) utspelar sig på planeten Orthe, med en humanoid befolkning, dit en vetenskaplig expedition kommer från jorden för att både undersöka den och tjäna som diplomatisk beskickning. Huvudperson i båda romanerna är sändebudet Lynne de Lisle Christie, som utforskar den hemlighetsfulla planeten. Hon konfronteras både med dess dunkla minnen av en tidigare, avancerad civilisation och dennas våldsamma undergång, som med svårigheten att förstå dess befolkning och deras avsikter.

### White Crow-sviten
Romanerna Rats and Gargoyles (1990), The Architecture of Desire (1991) och Left to His Own Devices (1994), som, tillsammans med novellsamlingen Scholars and Soldiers (1989) bildar vad som brukar kallas White Crow-sviten, utspelar sig på jorden och är mera fantasy till karaktären. Samhället har drag både av renässans och 1800-talets industrialism, påverkat av ett allmänt bruk av magi. Samtidigt finns det element från "riktig" historisk verklighet, baserat på författarens stora intresse för renässansen.

### Book of Ash
Book of Ash (1997) (består av romanerna A Secret History, Carthage Ascendant, The Wild Machines och Lost Burgundy, som i USA utgetts som separata volymer) utspelar sig i Burgund på 1400-talet. Men ett annat Burgund än det vi känner - våldsamt, och hotat av visgoterna från Afrika. Ash i titeln är en ung kvinna som framstår som en stor krigare.

### Sviter

#### Orthe
1. De gyllene häxornas folk - (1985) Golden Witchbreed - (1983)
2. Ancient Light - (1987)

- Orthe: Chronicles of Carrick V (samlingsvolym) - (2002)

#### White Crow
1. Rats and Gargoyles - (1990)
2. The Architecture of Desire - (1991)
3. Left to His Own Devices - (1994)

- White Crow (samlingsvolym) - (2003)

#### Book of Ash
- Ash (samlingsvolym) - (1997)

1. A Secret History - (1999)
2. Carthage Ascendant - (2000)
3. The Wild Machines - (2000)
4. Lost Burgundy - (2000)

### Övriga romaner
- A Hawk in Silver - (1977)
- Moon at Midday - (1989)
- Grunts! - (1992)
- 1610: A Sundial In A Grave - (2003)
- Ilario - (2006)

### Novellsamlingar
- Scholars and Soldiers - (1989)
- Villains! Book 1 - (1992)
- Soldiers and Scholars - (1995)
- Cartomancy - (2004)